# Le Bal des Enfoirés
Albums de Les Enfoirés
Dans l'œil des Enfoirés
(2011) La Boîte à musique des Enfoirés
(2013)
Le Bal des Enfoirés est le vingt-deuxième album des Enfoirés, enregistré lors de leurs sept concerts ayant eu lieu à la Halle Tony-Garnier de Lyon du mercredi 1er février au lundi 6 février 2012.
L'album s'est vendu en 2012 en 390 000 exemplaires en France.

## Hymne
L'hymne des Enfoirés 2012 est une chanson inédite intitulée Encore un autre hiver, écrite et composée par Jean-Jacques Goldman et Grégoire. Elle est disponible en téléchargement légal depuis le 9 janvier 2012.

## Liste des chansons
1. C’est bientôt la fin (Mozart, l'opéra rock) : Grégoire, Jenifer, Jean-Jacques Goldman, Zazie, Alizée, Elsa, Catherine Lara, MC Solaar, Maxime Le Forestier, Les Enfoirés
2. Elle me dit (Mika) : Alizée, Chimène Badi, Maxime Le Forestier, Renan Luce, Kad Merad, M. Pokora, Hélène Ségara, Shy'm, MC Solaar, Zazie
3. Hélène (Roch Voisine) : Jean-Jacques Goldman, Mimie Mathy, Yannick Noah
4. Medley : Mariage mixte
  1. Marions-les (Juliette Gréco) : Nicolas Canteloup, Maxime Le Forestier
  2. Le Rire du sergent (Michel Sardou) : Patrick Bruel, Catherine Lara
  3. Laisse tomber les problèmes (Collectif Métissé) : Jenifer, Lorie
  4. Menilmontant (Charles Trenet) : Garou, Gérard Jugnot
  5. Le Bal masqué (La Compagnie créole) : Liane Foly, Yannick Noah
  6. La Passionnata (Guy Marchand) : Patrick Fiori, Hélène Ségara
5. Entre Nous (Chimène Badi) : Amel Bent, Garou, Renan Luce, Hélène Ségara
6. Medley : Les belles et les motards
  1. Je veux te graver dans ma vie (Johnny Hallyday) : Patrick Fiori, Claire Keim, Lorie, Pascal Obispo
  2. Oh Sally (Johnny Hallyday) : Grégoire, Michael Jones, Gérard Jugnot
  3. Est-ce que tu le sais ? (Les Chats sauvages) : Garou, Jean-Jacques Goldman, Renan Luce, Jean-Baptiste Maunier
  4. C'est ma prière (Mike Brant) : Patrick Fiori, Claire Keim, Lorie, Pascal Obispo
  5. La Tarantelle (Yves Duteil) : Jean-Jacques Goldman, Claire Keim, Lorie, Renan Luce, Jean-Baptiste Maunier
7. Je te promets (Johnny Hallyday) : Alizée, Jean-Louis Aubert, Patrick Bruel, Claire Keim
8. Medley : Étrange avion
  1. Poker Face (Lady Gaga) : Garou, Shy'm
  2. L'été s'ra chaud (Éric Charden) : Christophe Maé, Zaz
  3. Viens dans mon avion [Y’a le printemps qui chante (Viens à la maison)] (Claude François) : Renan Luce, MC Solaar
  4. Rolling in the Deep (Adele) : Alizée, Claire Keim
  5. French Cancan (monsieur sainte Nitouche) (Inna Modja) : Amel Bent, Nolwenn Leroy
  6. Party Rock Anthem (LMFAO) : Jenifer, Lââm
9. Toi et Moi (Guillaume Grand) : Patrick Bruel, Elsa, Liane Foly, Christophe Maé (participation de Bafétimbi Gomis)
10. Just a Gigolo (Louis Prima) : Kad Merad, MC Solaar / Je suis un rigolo (Carlos) : Alizée, Chimène Badi, Amel Bent, Elsa, Jenifer, Claire Keim, Nolwenn Leroy, Lorie, Mimie Mathy, Hélène Ségara, Shy'm, Zazie
11. Göttingen (Barbara) : Jean-Louis Aubert, Bénabar, Catherine Lara, Zaz
12. Medley : La vérité sur la jument de Michao : Fabrice Luchini
  1. La Jument de Michao (Kouerien) : Michael Jones, Nicolas Canteloup
  2. La Jument de Michao (version alsacienne) : Mimie Mathy, Alizée
  3. La Jument de Michao (version basque) : Patrick Fiori, M. Pokora
  4. La Jument de Michao (version tahitienne) : Gérard Jugnot, Zaz
13. Medley : Le Jouet (extra)extraordinaire
  1. Le Jouet Extraordinaire (Claude François) : Bénabar, Grégoire, Claire Keim
  2. Le Chanteur (Daniel Balavoine) : Jenifer, Christophe Maé, Kad Merad (participation de Karim Benzema)
14. Without You (Badfinger) : Chimène Badi, Patrick Fiori, Nolwenn Leroy, Pascal Obispo
15. Medley : Ça Penche
  1. Je suis sous (Claude Nougaro) : Jean-Louis Aubert, Grégoire
  2. Ça balance pas mal à Paris (Michel Berger et France Gall) : Elsa, Yannick Noah
  3. Le monde est tellement con (Marc Lavoine) : Jean-Baptiste Maunier, Shy'm
  4. Soul man (Ben l'Oncle Soul) : Fabrice Luchini
  5. My Heart Will Go On (Céline Dion) : Chimène Badi, Lââm
16. L’Horloge tourne (Mickaël Miro) : Michael Jones, Lââm, Maxime Le Forestier, Nolwenn Leroy, M. Pokora, Zaz
17. Je suis de celles (Bénabar) / Les bals populaires (Michel Sardou) : Jean-Louis Aubert, Bénabar, Patrick Bruel, Nicolas Canteloup, Patrick Fiori, Garou, Jean-Jacques Goldman, Grégoire, Michael Jones, Gérard Jugnot, Renan Luce, Christophe Maé, Jean-Baptiste Maunier, Yannick Noah, Pascal Obispo, M. Pokora, MC Solaar, Elsa, Lorie, Nolwenn Leroy, Zazie
18. Another Brick in the Wall (Pink Floyd) : Jean-Baptiste Maunier, Liane Foly, Les Enfoirés
19. Encore un autre hiver (Les Enfoirés) : Amel Bent, Bénabar, Patrick Bruel, Jean-Jacques Goldman, Grégoire, Jenifer, Christophe Maé, Les Enfoirés
20. La Chanson des Restos : Les Enfoirés[2]

- La chanson suivante a été interprétée à l'occasion du premier concert, mais ensuite déprogrammée. Elle ne se trouve donc ni sur le CD, ni sur le DVD: Medley Etrange avion : Only girl (in the world)[3]

## Musiciens
- Claviers
  - Ian Aledji
  - Michel Amsellem
  - Jean-Luc Léonardon
- Guitares
  - Hervé Brault
  - Sébastien Chouard
- Basse
  - Guy Delacroix
- Batterie
  - Laurent Faucheux

## Diffusion
Le concert a été diffusé sur TF1 le vendredi 6 mars 2012 à 20h50 et a réuni 12 670 000 téléspectateurs pour 52,5 % de parts de marché sur les 4 ans et plus, dont 61,9 % sur les ménagères de moins de 50 ans - cible prisée par les annonceurs. Le rendez-vous annuel des Enfoirés en 2012 signe le record d'audience historique pour le programme - qui sera battu l'année suivante - et la meilleure audience 2012. 
À noter que le rendez-vous gagne 600 000 téléspectateurs par rapport à 2011 et a même atteint un pic d'audience de 14,6 millions de téléspectateurs à 21h30 lors de la publicité sur M6 qui diffusait le programme NCIS : Enquêtes spéciales.

## Liste des artistes
38 artistes ont participé à au moins un des sept concerts. Un astérisque (*) signifie que l’artiste était présent aux sept concerts :
- Alizée*
- Jean-Louis Aubert (sauf 1er février)
- Chimène Badi*
- Bénabar*
- Amel Bent*
- Karim Benzema (Première Participation) (5 février à 20h)
- Patrick Bruel (sauf 1er février)
- Nicolas Canteloup (Première Participation) (5 et 6 février)
- Elsa*
- Patrick Fiori*
- Liane Foly*
- Garou (4, 5 et 6 février)
- Jean-Jacques Goldman*
- Bafétimbi Gomis (Première Participation) (6 février)
- Grégoire*
- Jenifer*
- Michael Jones*
- Gérard Jugnot (4, 5 et 6 février)
- Claire Keim*
- Lââm *
- Catherine Lara*
- Maxime Le Forestier*
- Nolwenn Leroy (1er, 5 février à 20h et 6 février)
- Lorie*
- Renan Luce*
- Fabrice Luchini (4, 5 et 6 février)
- Christophe Maé*
- Mimie Mathy*
- Jean-Baptiste Maunier*
- MC Solaar*
- Kad Merad*
- Yannick Noah (4, 5 et 6 février)
- Pascal Obispo (5 février)
- M. Pokora* (Première Participation)
- Hélène Ségara*
- Shy'm* (Première Participation)
- Zaz*
- Zazie (4, 5 et 6 février)

## Classements hebdomadaires
| Classement (2012)            | Meilleure place |
| ---------------------------- | --------------- |
| Belgique (Flandre Ultratop)  | 95              |
| Belgique (Wallonie Ultratop) | 1               |
| France (SNEP)                | 1               |
| Suisse (Schweizer Hitparade) | 2               |

## Certifications
| Pays          | Certification | Unités certifiées |
| ------------- | ------------- | ----------------- |
| France (SNEP) | 3 × Platine   | 300 000           |